# 海と毒薬
『海と毒薬』（うみとどくやく）は、遠藤周作の小説。1957年に発表された。
太平洋戦争中に、捕虜となった米兵が臨床実験の被験者として使用された事件（九州大学生体解剖事件）を題材とした小説。テーマは「神なき日本人の罪意識」。第5回新潮社文学賞、第12回毎日出版文化賞受賞作。熊井啓監督で同名の映画が製作された。
作中では九州帝国大学ではなく「F市の大学病院」とのみあり、登場人物も同事件に関わった特定の実在人物をモデルにしたものでない。ストーリーの構成においても創作性の強い作品である。
遠藤が九州大学病院の建物に見舞い客を装って潜り込んだ際、屋上で手すりにもたれて雨にけぶる町と海とを見つめ、「海と毒薬」という題がうかんだという。評論家の山本健吉は、「運命とは黒い海であり、自分を破片のように押し流すもの。そして人間の意志や良心を麻痺させてしまうような状況を毒薬と名づけたのだろう」としている。

## あらすじ
引っ越した家の近くにある医院へ、持病を治療しに通う男。男はやがて、その医院の医師・勝呂（すぐろ）が、かつての解剖実験事件に参加していた人物であることを知る。
F市の大学病院の医師である勝呂。彼は、助かる見込みのない患者である「おばはん」が実験材料として使われようとすることに憤りを感じるが、教授たちに反対することが出来なかった。当時、橋本教授と権藤教授は医学部長を争っていたが、橋本は前部長の姪である田部夫人の手術に失敗し、死亡させてしまう。名誉挽回するために、B29の搭乗員の生体解剖を行い、勝呂と戸田も参加することになる。

## テーマ
成文的な倫理規範を有するキリスト教と異なり、日本人には確とした行動を規律する成文原理が無く、集団心理と現世利益で動く傾向があるのではないか。小説に登場する勝呂医師や看護婦らは、どこにでもいるような標準的日本人である。彼らは誰にでも起き得る人生の挫折の中にいて、たまたま呼びかけられて人体実験に参加することになる。クリスチャンであれば原理に基づき強い拒否を行うはずだが、そうではない日本人は同調圧力に負けてしてしまう場合があるのではないか──自身もクリスチャンであった遠藤がこのように考えたことがモチーフとなっている。

## 批判・評価
- 『海と毒薬』発表後、遠藤は、この作品の第2部を執筆することを随所で示唆していた。小説発表後は評価が分かれ、事件関係者の中には、遠藤が彼らの行為を断罪しようとしたのだと考え、抗議の手紙を送った者もいた。遠藤は大変なショックを受け、その心中を実際に随筆等で吐露している。第2部を断念したのは、こうした抗議とは無関係ではないだろうと考えられている[1]。ただし、実質的な続編にあたるものとして『悲しみの歌』が発表され、主人公勝呂医師は新宿の開業医として登場している。

## 出版
- 新潮文庫 - ISBN 4101123020
- 講談社文庫 - ISBN 4061310232
- 角川文庫 - ISBN 4041245257

## 映画
映画監督の熊井啓によって1969年に脚本化されていたが、その内容のためスポンサー探しに苦戦し、実際に映画化されたのは17年後の1986年のことであった。前評判を覆し、第37回ベルリン国際映画祭銀熊賞を受賞した。